# Rodzina Monet. Skarb
Rodzina Monet. Skarb – polska powieść young adult Weroniki Marczak. Początkowo ukazywała się na portalu Wattpad. Od 2019 roku powieść została wyświetlona 4,8 milionów razy do lutego 2023. W 2022 ukazała się nakładem wydawnictwa You&Ya, imprintu wydawnictwa Muza. To pierwszy tom z cyklu Rodzina Monet.
Książka była nominowana do Bestsellerów Empiku w kategorii książek Young Adult. Została również nominowana w plebiscycie portalu Lubimy Czytać, w kategorii literatura młodzieżowa. Jej popularność była komentowana w mediach, np. na łamach Polityki czy Gazety Wyborczej.
Nakład książki wyniósł ponad 100 tysięcy egzemplarzy i była wymieniana jako jeden z przykładów powracającej mody na czytanie wśród młodzieży w Polsce. Jednocześnie ostrzegano przed tym, że książka może romantyzować przemoc, z tego powodu nie jest przeznaczona dla młodszych nastolatek.

## Fabuła
Powieść opowiada historię 14-letniej Hailie, której mama i babcia giną w wypadku samochodowym. Jej nowym opiekunem prawnym jest jej 28-letni przyrodni brat, Vincent, o którym wcześniej nie wiedziała. Dziewczyna przenosi się z Anglii do USA, odkrywając, że ma  czworo jeszcze innych przyrodnich braci i próbuje odnaleźć się w nowej rzeczywistości.